# بطولة ويمبلدون 2003
هنا قائمة ببطولات ويمبلدون سنة 2003:

## الكبار

### فردي رجال
روجيه فيدرير هزم  مارك فيلبوسيس 7-6(7-5) 6-2 7-6(7-3)

### فردي سيدات
سيرينا ويليامز هزم  فينوس ويليامز 4-6 6-4 6-2

### زوجي رجال
يوناس بورغمان و تود وودبريدج هزم  ماهيش بوباثي و ماكس ميرناي 3-6 6-3 7-6(7-4) 6-3

### زوجي سيدات
كيم كلايجستيرس و آي سوجاياما هزم  فيرخينيا روانو باسكوال و باولا سواريز 6-4 6-4

### زوجي مختلط
لينادر بايز و مارتينا نافراتيلوفا هزم  أندي رام و أنستازيا رودينوفا 6-3 6-3

## الشباب

### فردي أولاد
فلوران ميرجا هزم  كريس غوشيون 6-2 7-6(7-3)

### فردي بنات
كيرستن فليبكينس هزم  آنا شاكفيتادزي 6-4 3-6 6-3

### زوجي أولاد
فلوران ميرجا و هوريا تيكاو هزم  آدم فيني و كريس غوشيون 7-6(7-4) 7-5

### زوجي بنات
أليسا كليبانوفا و سانيا ميرزا هزم  Katerina Bohmova و ميكلائيلا كراجايكيك 2-6 6-3 6-2